# هم‌ارزی موریتا
در جبر مجرد هم‌ارزی موریتا رابطه‌ای است که در حلقه تعریف می‌شود و ویژگی آن را حفظ می‌کند. این تعریف اولین بار توسط کیتی موریتای ژاپنی در سال ۱۹۵۸ ارائه شد.

## انگیزش
حلقه، معمولاً با توجه به مدول‌هایش و به عنوان مدول‌هایی که بتوان آن‌ها را با تئوری نمایش بیان کرد، مطالعه می‌شود. هر حلقه دارای یک ساختار R-module مربوط به خود است که از ابزارهای کارامد برای مطالعه ساختارهای جبری اصلی مانند گروه‌ها و حلقه‌ها و تعمیم طبیعی فضاهای برداری است و فقط به جای میدان روی یک حلقه تعریف می‌شود. در حالت کلی مفهوم پایه برای مدول‌ها تعریف نمی‌شود و مدول‌های دارای پایه موجودات خاصی هستند که به مدول‌های آزاد موسومند. ↵هم‌ارزی موریتا زمانی قابل قبول است که بتوان نتیجه گرفت، این هم‌ارزی در تئوری هم‌ارزی رده‌ها صادق باشد. این جمله زمانی بررسی می‌گردد که ما علاقه‌مند به سروکار داشتن با حلقه‌های نا جابه‌جا باشیم، می‌توان نشان داد که حلقه‌های جابه‌جا پذیر، هم‌ارزی موریتا هستند اگر و فقط اگر، یکریخت باشند.

## تعریف
تعریف ۱: اگر دومدول:{\displaystyle _{S}{\mbox{P}}_{R}} و {\displaystyle _{R}{\boldsymbol {\mathbb {Q} }}_{S}} و یکریختی‌های زیر برقرار باشد، R, S هم ارز موریتا هستند.
{\displaystyle {}_{S}\!P\otimes _{R}{}\!Q_{S}\cong {}_{S}\!S_{S}} و {\displaystyle {}_{R}\!Q\otimes _{S}{}\!P_{R}\cong {}_{R}\!R_{R}}
تعریف‌های دیگری نیز می‌توان بیان کرد که منابعی برای این حوزه از ریاضیات ارائه و معرفی خواهد گردید.

## مثال
هر دو حلقه در هم‌ارزی موریتا هستند.
حلقه n-by-n ماتریس با درایه‌هایی در R, نشان داده می‌شود که به صورت Mn(R), که هم‌ارزی موریتا در R برای هر n> 0 است. ملاحظه می‌کنیم که این تعمیم رده‌بندی ساده حلقه‌ها به صورت تئوری آرتین-ودربرن بیان می‌شود.